# Leptohyphidae
Famille
Les Leptohyphidae forment une famille d'insectes éphémères.

## Classification
- Ableptemetes Wiersema & McCafferty, 2003
- Allenhyphes Hofmann & Sartori in Hofmann, Sartori & Thomas, 1999
- Cotopaxi Mayo, 1968
- Epiphrades Wiersema & McCafferty, 2000
- Haplohyphes Allen, 1966
- Leptohyphes Eaton, 1882
- Leptohyphodes Ulmer, 1920
- Lumahyphes Molineri in Molineri & Zuniga, 2004
- Macunahyphes Dias, Salles & Molineri, 2005
- Traverhyphes Molineri, 2001
  - Traverhyphes (Traverhyphes) Molineri, 2001
  - Traverhyphes (Byrsahyphes) Molineri, 2004
  - Traverhyphes (Mocoihyphes) Molineri, 2004
- Tricorythodes Ulmer, 1920
  - Tricorythodes (Tricorythodes) Ulmer, 1920
  - Tricorythodes (Homoleptohyphes) Allen & Murvosh, 1987
  - Tricorythodes (Tricoryhyphes) Allen & Murvosh, 1987
  - Tricorythodes (Asioplax) Wiersema & McCafferty, 2000
- Tricorythopsis Traver, 1958
- Vacupernius Wiersema & McCafferty, 2000
- Yaurina Molineri, 2001